# 安德烈·鲁布廖夫 (画家)

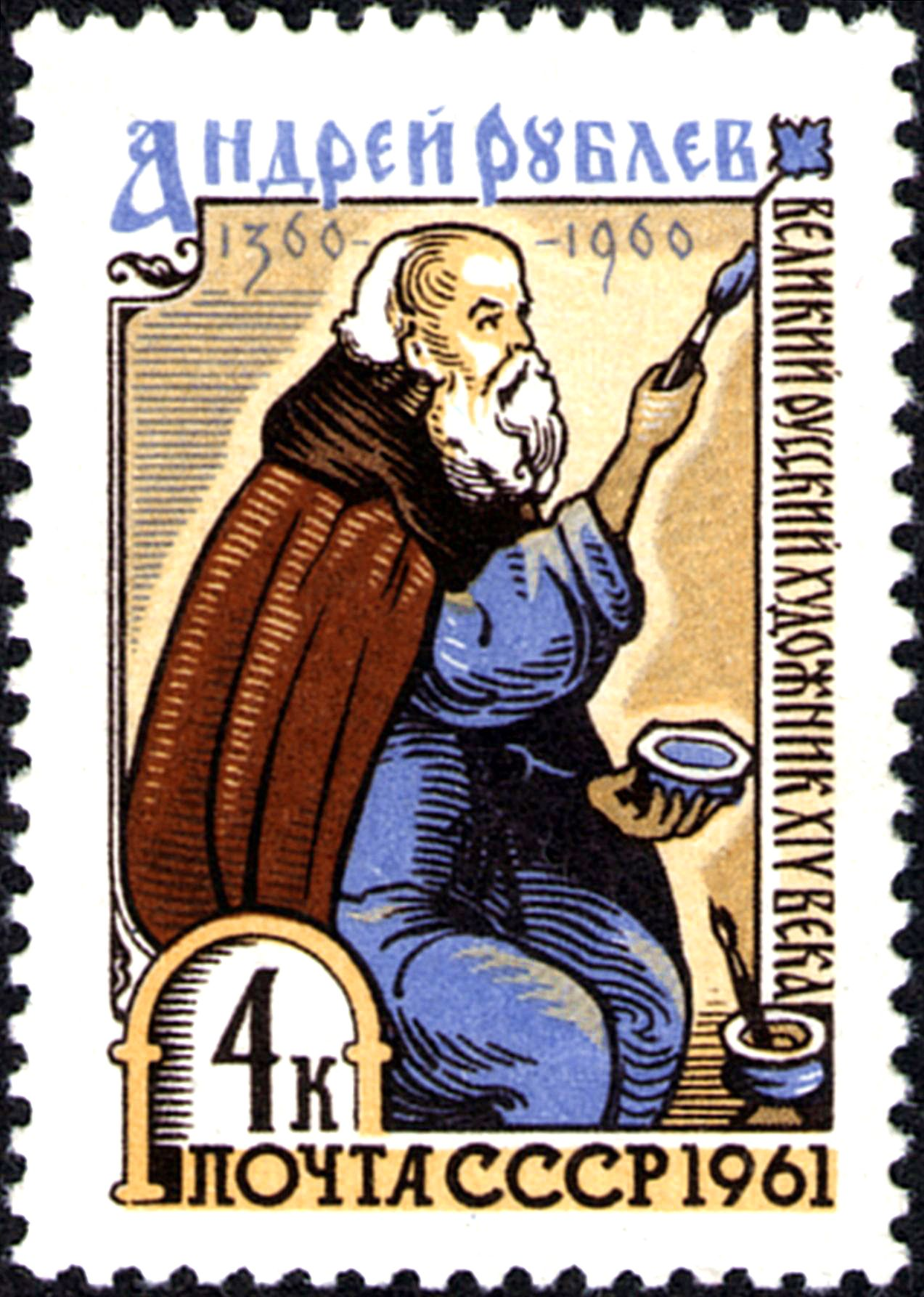
安德烈·魯布烈夫在苏联邮票上的形象

安德烈·魯布烈夫（俄语：Андре́й Рублёв，羅馬化：Andrey Rublyov，生於約1360年，死亡年代有1427年1月29日，以及1428年10月17日等說法），也譯作安德烈·勃廖夫，被認為是俄國最偉大的聖像畫家，其也被东正教尊为圣人。

## 早年生活

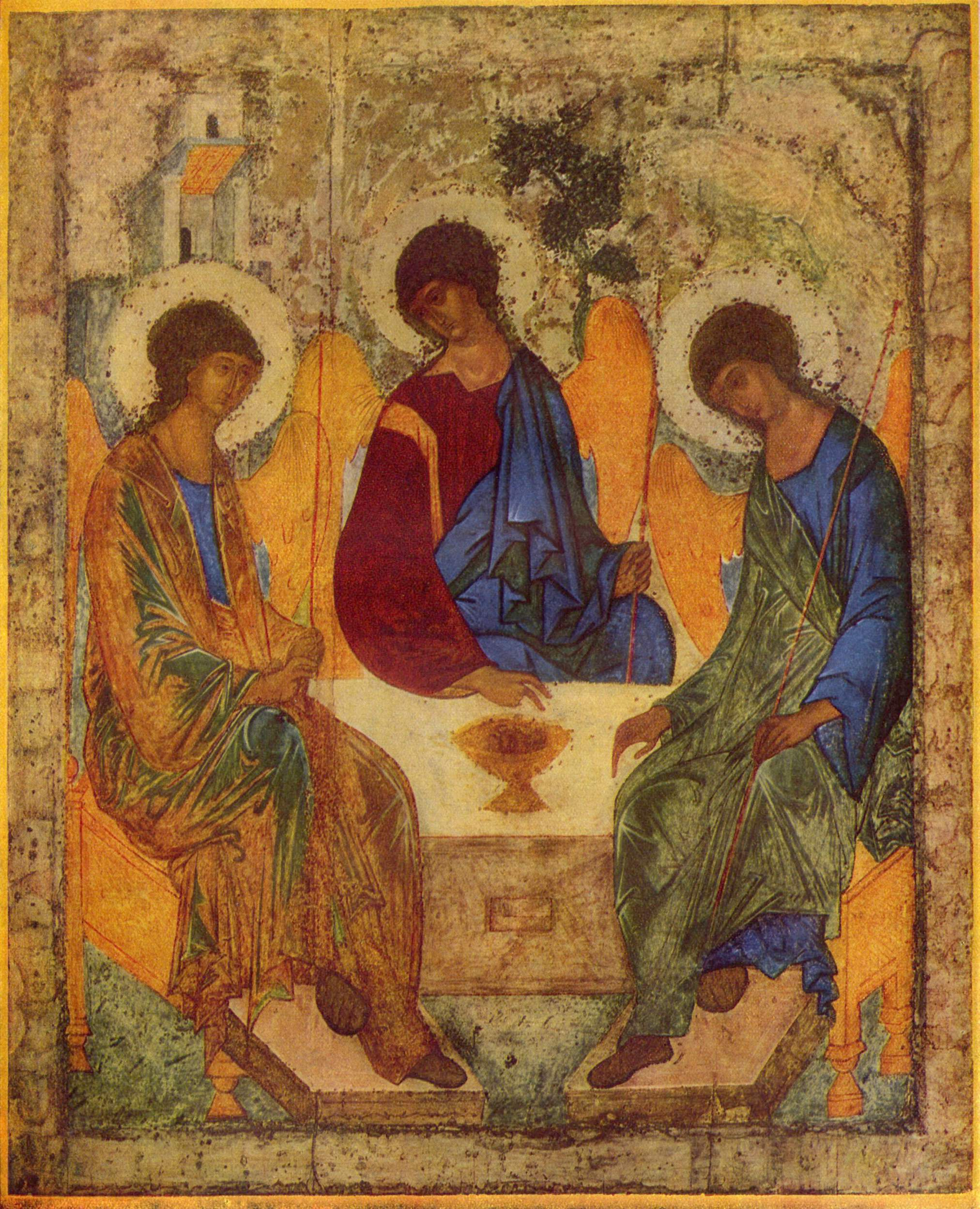
安德烈·魯布烈夫的三位一體聖像畫

現今對於他的早年生活的資訊並不多，也無法確認他誕生的地方。他大多以修士的身分住在謝爾蓋聖三一修道院。
他在歷史舞台上最早的登場是在1405年參與莫斯科克里姆林宮的聖母領報大教堂聖像畫及壁畫的繪制工作。他在所有參與者間資歷最小，同行的還有費奧凡（Theophanes the Greek）和普罗霍尔（Prokhor of Gorodets）兩位當代聖像畫大師。其中費奧凡也是安德烈的聖像畫老師。 

## 職涯
1408年，他與好友及工作夥伴丹尼爾·其爾內（Daniil Cherni）一起在弗拉基米爾的聖母安息大教堂繪畫壁畫及聖像。1425年到1427年，在院長尼科·拉多涅日斯的邀請下，他和丹尼爾一起在謝爾蓋聖三一修道院的聖三一大教堂進行繪畫工作。丹尼爾死後，安德烈來到莫斯科的安卓尼科夫修道院（俄语：Андро́ников монасты́рь）進行他最後的繪畫工作——救主大教堂的壁畫。
在他一生的聖像畫作品中，最為人所知的莫過於聖三一畫像，此畫約繪製於1408年到1425年期間，該畫作結合了「亞伯拉罕待客」的舊約事跡與三位一體的神學概念，以三位客人作為三位一體的代表。 該畫作也經常被後世聖像畫家作為臨摹的對象。

## 外部連結
- Rublev at the Russian Art Gallery （页面存档备份，存于）（英文）
- Selected works by Andrei Rublev: icons, frescoes and miniatures （页面存档备份，存于）（英文）
- The article «“The Deesis painted by Andrey Rublev” from the Annunciation Church of the Moscow Kremlin» by Dr. Oleg G. Uliyanov （页面存档备份，存于）
- Historical documentation on Andrei Rublev, compiled by Robert Bird（英文）